# Liste der Stolpersteine in Bremervörde
Die Liste der Stolpersteine in Bremervörde enthält alle Stolpersteine, die im Rahmen des gleichnamigen Projekts von Gunter Demnig in Bremervörde verlegt wurden. Mit ihnen soll an Opfer des Nationalsozialismus erinnert werden, die in Bremervörde lebten und wirkten.

## Verlegte Stolpersteine
| Bild | Person, Inschrift | Adresse                                   | Verlege- datum | weitere Informationen |
| ---- | --- | ----------------------------------------- | -------------- | --------------------- |
|      | Stefan Szablewski Jg. 1911 polnischer Kriegsgefangener ‘verbotener Umgang’ verhaftet Feb. 1941 öffentlich gehängt 29.7.1941 Badenhorst / Elsdorf | Iselerstraße 2, Bremervörde Iselersheim · | 2. Okt. 2021   |                       |
|      | Annemarie Gerken Jg. 1918 verhaftet 1941 ‘verbotener Umgang’ Ravensbrück deportiert Auschwitz ermordet 27.2.1943                                 | Iselerstraße 2, Bremervörde Iselersheim · | 2. Okt. 2021   |                       |